# Rydsgårdstenen
Rydsgårdstenen (DR 277) er en runesten i nærheden af Rydsgårds gods, Villie sogn, Lynids Herred, Skåne.
Indskriften lyder:
| Citat | Káta gerði kuml þessi eptir Svein Bôllungs son, bónda sinn. Sá var þegna fyrstr. | Citat |
|       |                                                                                  |       |

Oversat til moderne dansk:
| Citat | Kata gjorde disse kumler efter Sven, Ballungs søn, sin mage. Han var den første bland "tegner". | Citat |
|       |                                                                                                 |       |

Stenen står i skoven nord for godset.
Vil man se stenen kan man gå "Runstensrundan" (rød markering) fra parkeringspladsen i skoven ca. 500 m nord for godset.